# İmamlı
İmamlı è un comune dell'Azerbaigian situato nel distretto di Qəbələ. Conta una popolazione di 373 abitanti.